# Julija Nestsjarenka
Julija Viktaraŭna Nestsjarenka (vitryska: Ю́лія Ві́ктараўна Несцярэ́нка, Julija Viktarauna Nestsjarenka; ryska: Ю́лия Ви́кторовна Нестере́нко), född den 15 juni 1979 i Brest, är en vitrysk friidrottare (kortdistanslöpare).
Nestsjarenka blev den första icke-amerikanska sedan Olympiska sommarspelen 1980 i Moskva att vinna olympiskt guld på 100 meter vilket hon gjorde vid OS 2004 i Aten. Hon noterade sitt personliga rekord på 10,92 under OS. Vid VM i Helsingfors 2005 blev Nestsjarenka åtta i finalen men var med i det vitryska lag som tog brons på 4 x 100 meter. Vid EM i Göteborg 2006 slutade Nestsjarenka sexa i finalen men tog även där brons i stafett. Nestsjarenka blev bronsmedaljör även vid inomhus VM 2004 på 60 meter. 
Vidare deltog hon på 100 meter vid Olympiska sommarspelen 2008 i Peking men blev utslagen i semifinalen.